# (1775) Zimmerwald
(1775) Zimmerwald est un astéroïde de la ceinture principale.

## Description
(1775) Zimmerwald est un astéroïde de la ceinture principale. Il fut découvert le 13 mai 1969 à l'observatoire Zimmerwald par Paul Wild. Il présente une orbite caractérisée par un demi-grand axe de 2,60 UA, une excentricité de 0,19 et une inclinaison de 12,6° par rapport à l'écliptique.

## Compléments